# 네바다 게임 위원회
네바다 게임 위원회(Nevada Gaming Commission)는 네바다주에 있는 도박 관리 위원회로, 카지노 게임 도박을 규제하기 위해 1959년 세워졌다. 위원회는 네바다 내 카지노 징계 문제에 대한 판결에 대한 책임을 가진다.